# Dawid Pakulski
Dawid Pakulski (ur. 23 lipca 1998 w Wałbrzychu) – polski piłkarz grający na pozycji pomocnika.